# Marek Haber
Marek Mikołaj Haber (ur. 6 grudnia 1958 w Krakowie) – polski lekarz, ginekolog, a także działacz samorządowy, w latach 2008–2012 podsekretarz stanu w Ministerstwie Zdrowia.

## Życiorys
Ukończył w 1984 studia na Wydziale Lekarskim Akademii Medycznej im. Mikołaja Kopernika w Krakowie. Uzyskał specjalizację w zakresie ginekologii i położnictwa. Zawodowo związany z jednostkami służby zdrowia w Suchej Beskidzkiej, w 1990 objął stanowisko dyrektora tamtejszego szpitala. Pełnił funkcję prezesa Stowarzyszenia Szpitali Powiatowych Województwa Małopolskiego i przewodniczącego rady społecznej Szpitala Specjalistycznego im. Józefa Dietla w Krakowie.
W czerwcu 2008 został powołany na stanowisko wiceministra zdrowia. Zajmował je do czerwca 2012, po czym powrócił na dyrektorskie stanowisko w szpitalu w Suchej Beskidzkiej.
Angażował się również w działalność samorządową. W latach 1990–1994 był radnym miejskim I kadencji. Z ramienia Platformy Obywatelskiej w 2006 bez powodzenia kandydował na radnego sejmiku małopolskiego. W 2014 z listy tej partii został wybrany do tego gremium na okres V kadencji; w 2018 nie uzyskał reelekcji.
Odznaczony Srebrnym (2003) i Złotym (2013) Krzyżem Zasługi oraz Krzyżem Kawalerskim Orderu Odrodzenia Polski (2023). Wyróżniony tytułem „Człowieka Roku” przyznawanym przez „Gazetę Krakowską” (1995).